# I Don't Run
I Don't Run è il secondo album in studio del gruppo musicale spagnolo Hinds, pubblicato il 6 aprile 2018 da Lucky Number e Mom + Pop Music.

## Tracce
1. The Club – 3:17
2. Soberland – 2:45
3. Linda – 3:34
4. New for You – 3:26
5. Echoing My Name – 3:36
6. Tester – 3:54
7. Finally Floating – 4:06
8. I Feel Cold But I Feel More – 3:51
9. To the Morning Light – 3:41
10. Rookie – 3:13
11. Ma Nuit – 4:17

## Formazione
- Carlotta Cosials – voce, chitarra
- Amber Grimbergen – batteria
- Ade Martín – basso
- Ana García Perrote – voce, chitarra

## Classifiche
| Classifica (2018) | Posizione massima |
| ----------------- | ----------------- |
| Regno Unito       | 77                |